# ودربای لیک (میزوری)
ودربای لیک (به انگلیسی: Weatherby Lake) یک شهر در ایالات متحده آمریکا است که در شهرستان پلت، میزوری واقع شده‌است. ودربای لیک ۳٫۴۷ کیلومتر مربع مساحت و ۱٬۷۲۳ نفر جمعیت دارد و ۲۷۸ متر بالاتر از سطح دریا واقع شده‌است.